# Acacia ortegae
Acacia ortegae là một loài thực vật có hoa trong họ Đậu. Loài này được (Britton & Rose) Gentry miêu tả khoa học đầu tiên.